# Rabodo
Rabodo av Toscana, död 1119, var en italiensk monark. Han var regerande markgreve i Toscana mellan 1116 och 1119. 